# Holcosus amphigrammus
Holcosus amphigrammus — вид ящірок родини теїдових (Teiidae). Ендемік Мексики.

## Поширення і екологія
Holcosus amphigrammus мешкають від Веракруса на південь до перешийка Теуантепек і на захід до крайнього сходу Оахаки. Вони живуть на узліссях тропічних лісів, в садах і на плантаціях.